# Lijst van burgemeesters van Bern

Wapen van Bern

De burgemeester van Bern (Duits: Stadtpräsident von Bern) is de burgemeester van de stad Bern, de bondsstad van Zwitserland. Voor 1871 sprak men van de Gemeindepräsident.

## Lijst
| Periode    | Persoon                       | Partij                    |
| ---------- | ----------------------------- | ------------------------- |
| 1832-1848  | Karl Zeerleder                |                           |
| 1849-1863  | Friedrich Ludwig von Effinger |                           |
| 1864       | Christoph Albert Kurz         |                           |
| 1864-1888  | Rudolf Otto von Büren         | katholieke conservatieven |
| 1888-1895  | Eduard Müller                 | FDP/PRD                   |
| 1895-1899  | Franz Lindt                   | FDP/PRD                   |
| 1900-1918  | Adolf von Steiger             | FDP/PRD                   |
| 1918-1920  | Gustav Müller                 | SP/PS                     |
| 1920-1937  | Hermann Lindt                 | BGB/PAI                   |
| 1937-1951  | Ernst Bärtschi                | FDP/PRD                   |
| 1952-1958  | Otto Steiger                  | BGB/PAI                   |
| 1958-1966  | Eduard Freimüller             | SP/PS                     |
| 1966-1979  | Reynold Tschäppät             | SP/PS                     |
| 1979-1992  | Werner Bircher                | FDP/PRD                   |
| 1993-2004  | Klaus Baumgartner             | SP/PS                     |
| 2005-2016  | Alexander Tschäppät           | SP/PS                     |
| 2017-heden | Alec von Graffenried          | GPS/PES                   |